# Sonja Ziemann
Sonja Alice Selma Toni Ziemann (Eichwalde, 1926. február 8. – München, 2020. február 17.) német színésznő, táncosnő és énekesnő. 
Legismertebb szerepe Bärbele Riederle az operettes Schwarzwaldmädel című német filmből.

## Élete
Ziemann tízéves korában tánciskolába kezdett járni. 1941-től az Ufa-színésziskolába járt.

## Filmjei
- 1941: Ein Windstoß
- 1943: Die Jungfern vom Bischofsberg
- 1943: Geliebter Schatz
- 1944: Eine kleine Sommermelodie
- 1944: Hundstage
- 1945: Freunde
- 1945/47: Liebe nach Noten
- 1946: Allez Hopp
- 1946: Sag’ die Wahrheit
- 1947: Spuk im Schloß
- 1947: Herzkönig
- 1948: Eine reizende Familie/Danke, es geht mir gut
- 1948: Wege im Zwielicht
- 1949: Nichts als Zufälle
- 1949: Vier junge Detektive
- 1949: Nächte am Nil
- 1949: Um eine Nasenlänge
- 1949: Nach Regen scheint Sonne
- 1950: Eine Nacht im Separee
- 1950: Maharadscha wider Willen
- 1950: Schwarzwaldmädel
- 1950: Die lustigen Weiber von Windsor
- 1951: Schön muß man sein
- 1951: Die Frauen des Herrn S.
- 1951: Johannes und die 13 Schönheitsköniginnen
- 1951: Grün ist die Heide
- 1952: Die Diebin von Bagdad
- 1952: Alle kann ich nicht heiraten
- 1952: Muss das sein, Fräulein (Made in Heaven)
- 1952: Am Brunnen vor dem Tore
- 1953: Hollandmädel
- 1953: Christina
- 1953: Mit siebzehn beginnt das Leben
- 1953: Die Privatsekretärin
- 1954: Bei Dir war es immer so schön
- 1954: Meine Schwester und ich
- 1954: Die sieben Kleider der Katrin
- 1954: Große Starparade
- 1954: Der Zarewitsch
- 1955: Liebe ohne Illusion
- 1955: Ich war ein häßliches Mädchen
- 1955: Mädchen ohne Grenzen
- 1956: Das Bad auf der Tenne
- 1956: Dany, bitte schreiben Sie
- 1956: Opernball
- 1956: Kaiserball
- 1956: Nichts als Ärger mit der Liebe
- 1957: Frühling in Berlin
- 1957: Die große Sünde
- 1957: Frauenarzt Dr. Bertram
- 1957: Die Zürcher Verlobung
- 1958: Heimweh, Stacheldraht und gute Kameraden (Gli italiani sono matti)
- 1958: Tabarin
- 1958: Der achte Wochentag
- 1958: Die Beklagte (tv-film)
- 1958: Texasmädel (Sérénade au Texas)
- 1958: Hunde, wollt ihr ewig leben
- 1959: Liebe auf krummen Beinen
- 1959: Menschen im Hotel
- 1959: Abschied von den Wolken
- 1959: Strafbataillon 999
- 1959: Nacht fiel über Gotenhafen
- 1960: Affäre Nabob (Au voleur!)
- 1960: Geheime Wege (The Secret Ways)
- 1961: … denn das Weib ist schwach
- 1961: Verpfiffen (A Matter of WHO)
- 1961: Der Traum von Lieschen Müller
- 1961: Ihr schönster Tag
- 1962: Axel Munthe – Der Arzt von San Michele
- 1962: Der Tod fährt mit (Journey into Nowhere)
- 1963: Curd Jürgens erzählt … (Die Frau an meiner Seite)
- 1964: Frühstück mit dem Tod
- 1964: 2 × 2 im Himmelbett (Halløj i himmelsengen)
- 1965: Madeleine und Manouche (tv-film)
- 1965: Das Leben des Horace A. W. Tabor (tv-film)
- 1967: Josephine (tv-film)
- 1967: Liebesgeschichten (tv-sorozat, egy epizód)
- 1969: Die Brücke von Remagen (The Bridge at Remagen)
- 1969: Das ausschweifende Leben des Marquis de Sade (De Sade)
- 1970: Alle hatten sich abgewandt (tv-film)
- 1970: Fröhliche Weihnachten (tv-film)
- 1971: Das Messer
- 1973: Der Kommissar (tv-sorozat, egy epizód)
- 1977: Das Biest (tv-film)
- 1996: Guten Morgen, Mallorca (tv-sorozat, egy epizód)
- 1997: Park Hotel Stern (tv-sorozat, két epizód)
- 2011: Germaine Damar – Der tanzende Stern (Doku)